# Gran Premio de Midi Libre
El Gran Premio de Midi libre (oficialmente: GP du Midi Libre; más conocido como simplemente Midi Libre) fue una prueba ciclista francesa.
Nacida en 1949 fue suprimida del calendario internacional en el año 2003 por problemas económicos aunque en el 2004 volvió de nuevo con el nombre de Tour du Languedoc-Roussillon para posteriormente desaparecer definitivamente. Solía concluir la semana anterior a la Dauphiné Libéré como preparación para el Tour de Francia. En sus últimos años estuvo catalogada de categoría 2.1.
La carrera constaba de 5 etapas.
Los ciclistas más destacados que pusieron su nombre en el palmarés son Raphaël Géminiani, Luis Ocaña, Eddy Merckx, Raymond Poulidor, Francesco Moser, Miguel Induráin y Laurent Jalabert.

## Palmarés
| Año  | Ganador                  | Segundo                   | Tercero                   |
| ---- | ------------------------ | ------------------------- | ------------------------- |
| 1949 | Henri Massal             | Marius Bonnet             | Raphaël Geminiani         |
| 1950 | Antonin Rolland          | Raphaël Geminiani         | Pierre Fautrier           |
| 1951 | Raphaël Geminiani        | Roger Buchonnet           | Antonio Gelabert          |
| 1952 | Siro Bianchi             | Louison Bobet             | Marius Bonnet             |
| 1953 | Pierre Nardi             | Paul Matteoli             | Adolphe Deledda           |
| 1954 | Jesús Martínez           | Siro Bianchi              | Georges Meunier           |
| 1955 | Miguel Poblet            | Lucien Demunster          | Alfred De Bruyne          |
| 1956 | Antonin Rolland          | René Privat               | Ugo Anzile                |
| 1957 | Jean-Pierre Schmitz      | Frans Schoubben           | Valentin Huot             |
| 1958 | Francis Pipelin          | Joseph Morvan             | François Mahé             |
| 1959 | Jean Brankart            | François Mahé             | Raymond Mastrotto         |
| 1960 | Valentin Huot            | Marcel Queheille          | Raymond Mastrotto         |
| 1961 | Joseph Groussard         | Jean-Claude Annaert       | Raymond Poulidor          |
| 1962 | Mies Stolker             | Edouard Delberghe         | Joseph Groussard          |
| 1963 | Fernando Manzaneque      | Jan Janssen               | Edouard Delberghe         |
| 1964 | André Foucher            | Raymond Mastrotto         | Victor Van Schil          |
| 1965 | André Foucher            | Jean Stablinski           | Tom Simpson               |
| 1966 | Jean-Claude Theilliere   | Raymond Delisle           | Julien Delocht            |
| 1967 | Michel Grain             | Roger Pingeon             | Raymond Poulidor          |
| 1968 | No se disputó            | No se disputó             | No se disputó             |
| 1969 | Luis Ocaña               | Ferdinand Bracke          | Remi Van Vreckom          |
| 1970 | Walter Ricci             | José Gómez Lucas          | Charly Grosskost          |
| 1971 | Eddy Merckx              | Joop Zoetemelk            | André Dierickx            |
| 1972 | Cyrille Guimard          | Joop Zoetemelk            | Yves Hezard               |
| 1973 | Raymond Poulidor         | Joop Zoetemelk            | Marano Martinez           |
| 1974 | Jean-Pierre Danguillaume | Barry Hoban               | Frans Verbeeck            |
| 1975 | Francesco Moser          | Joop Zoetemelk            | Christian Seznec          |
| 1976 | Alain Meslet             | Lucien Van Impe           | Bernard Hinault           |
| 1977 | Wladimiro Panizza        | Bernard Thevenet          | Joop Zoetemelk            |
| 1978 | Claudio Bortolotto       | Gilbert Le Lay            | Ludo Loos                 |
| 1979 | Giuseppe Saronni         | Joaquim Agostinho         | Pierre-Raymond Villemiane |
| 1980 | Jean-René Bernaudeau     | Joaquim Agostinho         | Johan Van der Velde       |
| 1981 | Jean-René Bernaudeau     | Christian Levavasseur     | Ludo Peeters              |
| 1982 | Jean-René Bernaudeau     | Francesco Moser           | Kim Andersen              |
| 1983 | Jean-René Bernaudeau     | Joop Zoetemelk            | Patrick Bonnet            |
| 1984 | Dominique Garde          | Marc Durant               | Alain Vigneron            |
| 1985 | Silvano Contini          | Eric Caritoux             | François Lemarchand       |
| 1986 | Claude Criquielion       | Jean-René Bernaudeau      | Peio Ruiz Cabestany       |
| 1987 | Patrice Esnault          | Julian Gorospe            | Marc Madiot               |
| 1988 | Claude Criquielion       | Éric Boyer                | Jos Haex                  |
| 1989 | Jerome Simon             | Gérard Rué                | Jean-Claude Colotti       |
| 1990 | Gérard Rué               | Dominique Arnaud          | Jean-Claude Colotti       |
| 1991 | Gilbert Duclos-Lassalle  | Martial Gayant            | Frank Van Den Abeele      |
| 1992 | Luc Leblanc              | Ján Svorada               | Viacheslav Yekímov        |
| 1993 | Maurizio Fondriest       | Dominique Arnaud          | Roberto Pelliconi         |
| 1994 | Ján Svorada              | Pavel Tonkov              | Roberto Conti             |
| 1995 | Miguel Induráin          | Richard Virenque          | Thierry Laurent           |
| 1996 | Laurent Jalabert         | Laurent Brochard          | Richard Virenque          |
| 1997 | Alberto Elli             | Georg Totschnig           | Bart Voskamp              |
| 1998 | Laurent Dufaux           | Christophe Rinero         | Laurent Brochard          |
| 1999 | Benoît Salmon            | Aleksandr Vinokurov       | José Alberto Martínez     |
| 2000 | Didier Rous              | Georg Totschnig           | Tadej Valjavec            |
| 2001 | Iban Mayo                | Benoît Salmon             | Christophe Moreau         |
| 2002 | Lance Armstrong          | Igor González de Galdeano | José Azevedo              |
| 2003 | No se disputó            | No se disputó             | No se disputó             |
| 2004 | Christophe Moreau        | Viacheslav Yekímov        | Iker Flores               |

## Palmarés por países
| País         | Victorias |
| ------------ | --------- |
| Francia      | 29        |
| Italia       | 9         |
| España       | 6         |
| Bélgica      | 4         |
| Luxemburgo   | 1         |
| Países Bajos | 1         |
| Eslovaquia   | 1         |
| Suiza        | 1         |